# Giuseppe Bondola
Giuseppe Maria Bondola (Napoli, 24 marzo 1648 – Napoli, 4 febbraio 1713) è stato un vescovo cattolico italiano del Regno di Napoli, vescovo di Campagna e Satriano dal 1697 al 1713.

## Biografia
Nato a Napoli, oggi città metropolitana e sede arcivescovile, il 24 marzo 1648, emise la professione solenne nell'Ordine dei frati minori conventuali il 1º aprile 1664. Il 5 aprile 1670 fu ordinato diacono per lo stesso Ordine e il 14 marzo 1671 presbitero. Il 2 dicembre 1697 fu nominato da papa Innocenzo XII vescovo di Campagna e Satriano e l'8 dicembre successivo ricevette la consacrazione episcopale presso la chiesa di San Carlo ai Catinari in Roma dal cardinale Baldassarre Cenci, arcivescovo metropolita di Fermo, co-consacranti l'arcivescovo Prospero Bottini e il vescovo Sperello Sperelli.
Resse le diocesi di Campagna e Satriano fino alla sua morte, avvenuta il 4 febbraio 1713 a Napoli.

## Genealogia episcopale
La genealogia episcopale è:
- Cardinale Scipione Rebiba
- Cardinale Giulio Antonio Santori
- Cardinale Girolamo Bernerio
- Arcivescovo Galeazzo Sanvitale
- Cardinale Ludovico Ludovisi
- Cardinale Luigi Caetani
- Cardinale Ulderico Carpegna
- Cardinale Paluzzo Paluzzi Altieri degli Albertoni
- Cardinale Gaspare Carpegna
- Cardinale Fabrizio Spada
- Cardinale Baldassarre Cenci
- Vescovo Giuseppe Maria Bondola, O.F.M.Conv.